# إنريكو كوستا
إنريكو كوستا (بالإيطالية: Enrico Costa)‏ هو متزلج جماعي إيطالي، ولد في 23 أكتوبر 1971 في ماروستيكا في إيطاليا.

## وصلات خارجية
- إنريكو كوستا على موقع أوليمبيديا (الإنجليزية)